# CSDN

CSDN(Chinese Software Developer Network)은 중국 최대의 소프트웨어 개발자 네트워크 중 하나로, 바이롄 미다미 디지털 테크놀로지가 운영하고 있다. CSDN은 웹 포럼, 블로그 호스팅, IT 뉴스 등의 서비스를 제공한다. CSDN의 회원수는 대략 10,000,000명이며 중국 최대의 개발자 커뮤니티를 갖추고 있다.